# Libštát
Libštát är en köping i Tjeckien. Den är belägen i den norra delen av landet, 90 km nordost om huvudstaden Prag. Libštát ligger 367 meter över havet och antalet invånare är 972.
Terrängen runt Libštát är kuperad västerut, men österut är den platt. Libštát ligger nere i en dal. Runt Libštát är det ganska tätbefolkat, med 75 invånare per kvadratkilometer. Närmaste större samhälle är Lomnice nad Popelkou, 4,4 km sydväst om Libštát. Omgivningarna runt Libštát är en mosaik av jordbruksmark och naturlig växtlighet.